# Jessica Libbertz

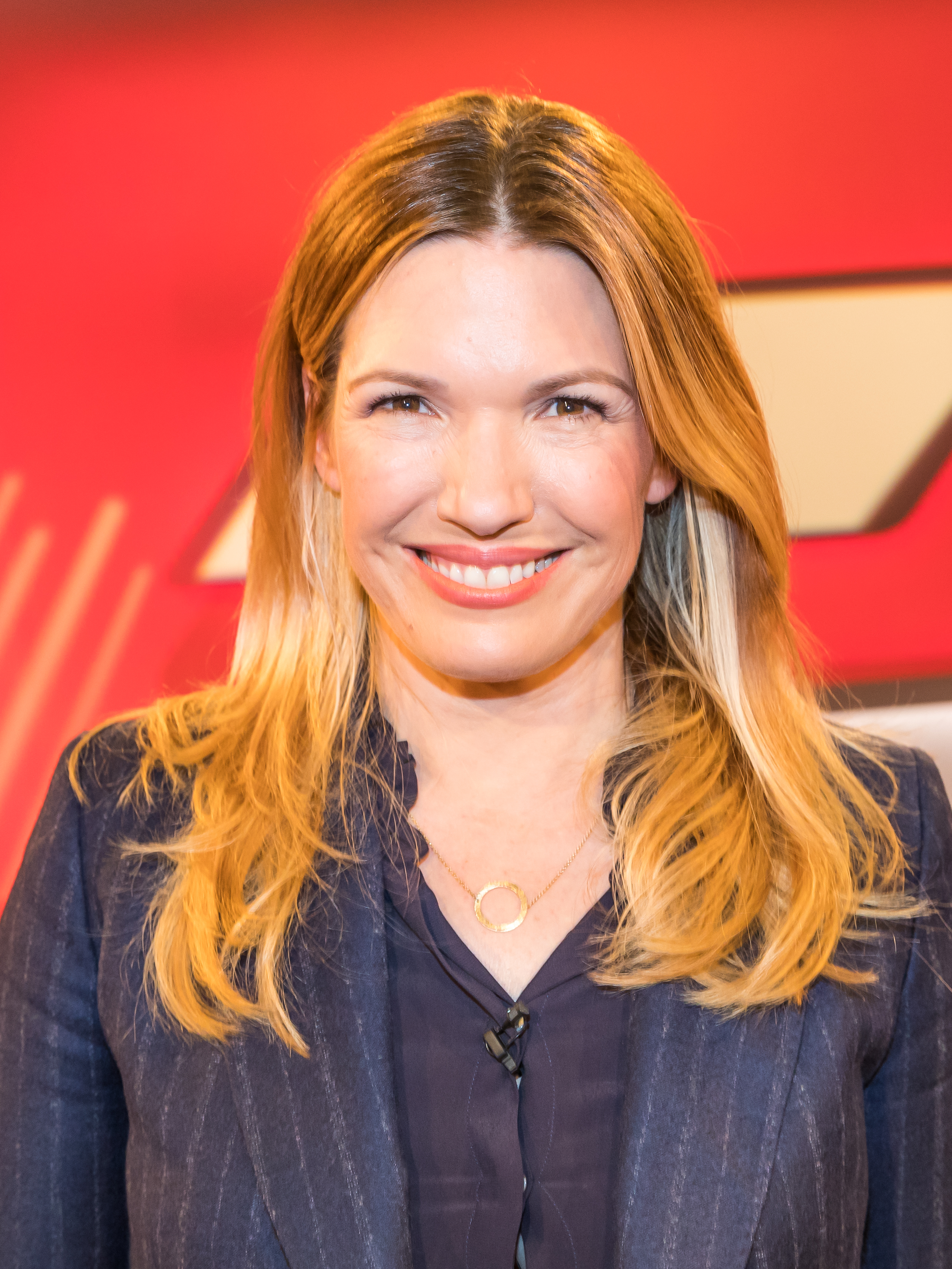
Jessica Libbertz (2018)

Jessica Libbertz (geb. Kastrop; * 15. Juni 1974 in Saarbrücken) ist eine deutsche Fernsehmoderatorin und Sachbuchautorin. Seit Februar 2020 ist sie die erste deutsche Hauptmoderatorin des offiziellen viersprachigen Magazins Living Football des Weltfußballverbandes FIFA.

## Leben
Nach dem Abitur arbeitete Jessica Libbertz zunächst als Volontärin bei der Tageszeitung Die Rheinpfalz. Anschließend studierte sie Journalistik an der Ludwig-Maximilians-Universität in München. Von 2000 bis 2003 arbeitete sie als Sportredakteurin für die Bild-Zeitung, zunächst in Hamburg, dann in München. Seit 2004 ist Libbertz für den Pay-TV-Sender Premiere tätig, der sich 2009 in Sky umbenannt hat. 2008 war sie auch Moderatorin der Sportnachrichten von n-tv. Außerdem moderierte sie den Herbert-Award, die T-Home-Lounge für die Deutsche Telekom und von 2010 bis 2013 die TV total PokerStars.de Nacht auf ProSieben. Neben Live-Übertragungen, darunter auch Spiele der Weltmeisterschaft 2010, moderierte sie auf Sky in der Vergangenheit auch verschiedene Magazine sowie von 2010 bis 2014 gemeinsam mit Oliver Pocher Samstag LIVE! nach dem Samstagabendspiel der Bundesliga.
Größere Bekanntheit erlangte Libbertz durch eine kuriose Szene: Während der Vorberichterstattung zum Bundesligaspiel zwischen dem 1. FSV Mainz 05 und dem VfB Stuttgart am 22. August 2010 wurde sie während eines Interviews am Spielfeldrand mit dem Stuttgarter Sportdirektor Fredi Bobic von einem Ball am Kopf getroffen, den der Stuttgarter Spieler Khalid Boulahrouz beim Aufwärmprogramm in ihre Richtung geschossen hatte. Die Szene fand sich schnell auf dem Internetportal YouTube wieder, generierte über 1 Million Klicks und war danach auch auf zahlreichen internationalen Nachrichtenseiten zu sehen. Außerdem verschaffte sie Libbertz Auftritte in Talk- bzw. Late-Night-Shows wie Markus Lanz und TV total sowie internationale Interviewanfragen, etwa durch CBS oder CNN, und sorgte bei einigen Spielern auch für Versuche, eine solche Szene zu wiederholen. In der Folge wurde sie, bis dahin nur im Pay-TV tätig, Moderatorin der PokerStars.de-Nacht von Stefan Raab.
Jessica Libbertz gilt als Wegbereiterin einer neuen Generation selbstbewusster Frauen, die ihren Platz gefunden haben in der modernen Fußballberichterstattung. Als erste Frau in Deutschland hat sie die UEFA Champions League moderiert. Sie ist ehrenamtlich beratender Beirat bei der Hilfsorganisation Right to play.
Ihr Sachbuch No Shame über das Tabuthema Scham, für das sie unter anderem peruanische Schamanen, indische Brahmanen und westliche Neurowissenschaftler traf, wurde zum Bestseller und fand auch im Feuilleton große Anerkennung. Im Anschluss an die Veröffentlichung hielt sie Vorträge zum Thema Scham unter anderem auf der Frankfurter Buchmesse. und beim Deutschen Medienkongress
In der „Die Story im Ersten“-Dokumentation „Schlusspfiff für Uli Hoeneß“ wurde sie als einzige Frau neben Karl-Heinz Rummenigge, Oliver Kahn, Uli Hoeneß und dem BVB-Boss Hans-Joachim Watzke zu ihrer Sicht auf den FC Bayern-Boss befragt.
Im Mai 2020 startete sie einen wöchentlichen Podcast mit Tennisspielerin Angelique Kerber.
Am 23. Oktober 2020 führte sie durch die offizielle Dokumentation „Pele´s 80th birthday Fifa Special“ mit exklusiven Interviews von Pelé, Cafu, Jürgen Klopp, Edu, Mário Zagallo, Bastian Schweinsteiger, Samuel Eto’o, José Mourinho, Karl-Heinz Rummenigge, Zinédine Zidane, Ronaldo und anderen.
Am 19. Januar 2021 leitete sie die offizielle Auslosung des Spielplans zur FIFA-Klub-Weltmeisterschaft 2020 vom 1. Februar 2021 bis zum 11. Februar 2021 in Katar. Sie war damit nach Reinhold Beckmann 2005 wieder eine deutsche Persönlichkeit bei der Auslosung, der damals die Weltmeisterschaft in Deutschland ausgelost hatte. Am 16. Februar 2020 wurde sie als neue und erste deutsche Hauptmoderatorin des offiziellen viersprachigen Magazins Living Football des Weltfußballverbandes FIFA vorgestellt; im Zuge dessen bat sie um Auflösung ihres mehrjährig laufenden Sky-Vertrages.
Im September 2022 stellte die weltweit größte Frauenorganisation Inner Wheel mit mehr als 110.000 Mitgliedern in über 100 Ländern Jessica Libbertz als eine der Keynote-Speakerinnen bei ihrer zweiten europäischen Ausgabe, einem Symposium im  Haus der Kulturen der Welt in Berlin, vor.
Im Jahr 2025 ist sie als Referentin für einen Workshop zum Thema Gleichstellung beim Deutschen Fußballbund (DFB) tätig.
Jessica Libbertz ist Mitglied von Zonta International.
Libbertz ist seit 2018 mit dem  Schriftsteller Roman Libbertz verheiratet. Sie ist Anhängerin des 1. FC Kaiserslautern.

## Auszeichnungen
- 2016: Bayerischer Fernsehpreis
- Als Moderatorin der Bundesligakonferenz gewann sie 2016 zusammen mit dem Sky-Team in der Kategorie Unterhaltungsprogramme den Bayerischen Fernsehpreis.[19]
- 2016: Offizielle Botschafterin des Hundes 2016[20]
- 2022: Tierschutz-Urkunde für besondere Verdienste vielfältiger Tierschutz-Einsätze in aller Welt von Vier Pfoten[21]

## Schriften (Auswahl)
- Liebe in Zeiten der Champions League. Die besten Beziehungstipps für fußballgeplagte Frauen. Droemer-Knaur, München, 2012, ISBN 978-3-426-78545-4.
- Blond kickt gut. Bekenntnisse einer Fußballreporterin. Droemer-Knaur, München, 2013, ISBN 978-3-426-78618-5.
- Das Bundesliga-Buch. (gemeinsam mit Marcel Reif), Vorwort von Franz Beckenbauer, teNeues, Kempen, 2013, ISBN 978-3-8327-9738-6.
- Anelka. Der Hund, der um die Ecke pupsen kann. (gemeinsam mit Peter Böhling), Droemer-Knaur, München, 2014, ISBN 978-3-426-78661-1.
- The Stylish Life – Fußball. (gemeinsam mit Ben Redelings), teNeues, Kempen, 2015, ISBN 978-3-8327-3223-3.
- No Shame. Wie wir den Teufelskreis der destruktiven Scham verlassen. Gräfe und Unzer, München 2019, ISBN 978-3-8338-6824-5

## Belege
1. ↑  Living Football | FIFA Fussball-Magazin | Folge 1. Abgerufen am 24. Juli 2021.
2. ↑  Kopfball-Video: Jessica Kastrop weltweit ein Star. 26. August 2010, abgerufen am 6. Juli 2025.
3. ↑  Fußball-Reporterinnen: Warum Frauen anders fragen als Männer - WELT. Abgerufen am 6. Juli 2025.
4. ↑  FOCUS Online: Jessica Libbertz im Interview: Für mich ist es der Wendepunkt in meinem Leben. Abgerufen am 24. Juli 2021.
5. ↑  Transparenz. Abgerufen am 24. Juli 2021 (englisch).
6. ↑  Süddeutsche Zeitung: Schäme dich nicht. Abgerufen am 24. Juli 2021.
7. ↑  Markus Lanz vom 23. April 2019. 23. April 2019 (zdf.de [abgerufen am 6. Juli 2025]).
8. ↑  Wer coacht den Chef? 18. Oktober 2019, abgerufen am 6. Juli 2025.
9. ↑  Deutscher Medienkongress: Geballtes Know-how fürs neue Jahrzehnt! Abgerufen am 24. Juli 2021.
10. ↑  Der Bayern-Boss: Uli Hoeneß - Reportage & Dokumentation - ARD (Memento vom 20. September 2020 im Internet Archive)
11. ↑  FIFA feiert Pelés 80. Geburtstag mit exklusivem Content auf ihren digitalen Plattformen. Abgerufen am 24. Juli 2021.
12. ↑  So läuft Bayerns Programm rund um die Klub-WM. Abgerufen am 24. Juli 2021.
13. ↑  Jessica Libbertz verlässt Sky: Pay-TV-Sender verliert prominenteste Moderatorin nach 17 Jahren. Abgerufen am 6. Juli 2025.
14. ↑  Inner Wheel – European Rally am 10.9. 2022 in Berlin. In: Critics+compliments. Abgerufen am 6. Juli 2025.
15. ↑  "Gleichstellung der Geschlechter": Sechster Workshop "Future Leaders in Football" startet. Abgerufen am 6. Juli 2025.
16. ↑  Der Zonta Club München City lädt zum nächsten Vortrag von Jessica Libbertz - "No shame! | Zonta Club München City. Abgerufen am 6. Juli 2025 (englisch).
17. ↑  Inner Wheel – European Rally am 10.9. 2022 in Berlin. In: Critics+compliments. Abgerufen am 6. Juni 2023.
18. ↑  Moderatorin Jessica Kastrop - Die Liebe traf sie wie ein Ball am Kopf. 14. Juni 2018, abgerufen am 6. Juli 2025.
19. ↑  28. Bayerischer Fernsehpreis: Sky Bundesliga Konferenz mit "Blauem Panther" geehrt. 4. Juni 2016, abgerufen am 6. Juli 2025.
20. ↑  Verband für das Deutsche Hundewesen (VDH): Verband für das Deutsche Hundewesen (VDH)- Verband für das Deutsche Hundewesen (VDH). Abgerufen am 6. Juli 2025.
21. ↑  Jessica Libbertz erhält weltweite Tierschutz-Urkunde 2022. In: Critics+compliments. Abgerufen am 6. Juli 2025.

| Personendaten    | Personendaten                                     |
| ---------------- | ------------------------------------------------- |
| NAME             | Libbertz, Jessica                                 |
| ALTERNATIVNAMEN  | Kastrop, Jessica (Geburtsname)                    |
| KURZBESCHREIBUNG | deutsche Fernsehmoderatorin und Sachbuchautorin   |
| GEBURTSDATUM     | 15. Juni 1974                                     |
| GEBURTSORT       | Saarbrücken, Saarland, Bundesrepublik Deutschland |